# لنکستر میل (کالیفرنیای جنوبی)
لنکستر میل (به انگلیسی: Lancaster Mill) یک منطقهٔ مسکونی در ایالات متحده آمریکا است که در شهرستان لنکستر، کارولینای جنوبی واقع شده‌است. لنکستر میل ۳٫۳ کیلومتر مربع مساحت و ۲٬۱۰۹ نفر جمعیت دارد و ۱۵۸ متر بالاتر از سطح دریا واقع شده‌است.